# Jambia

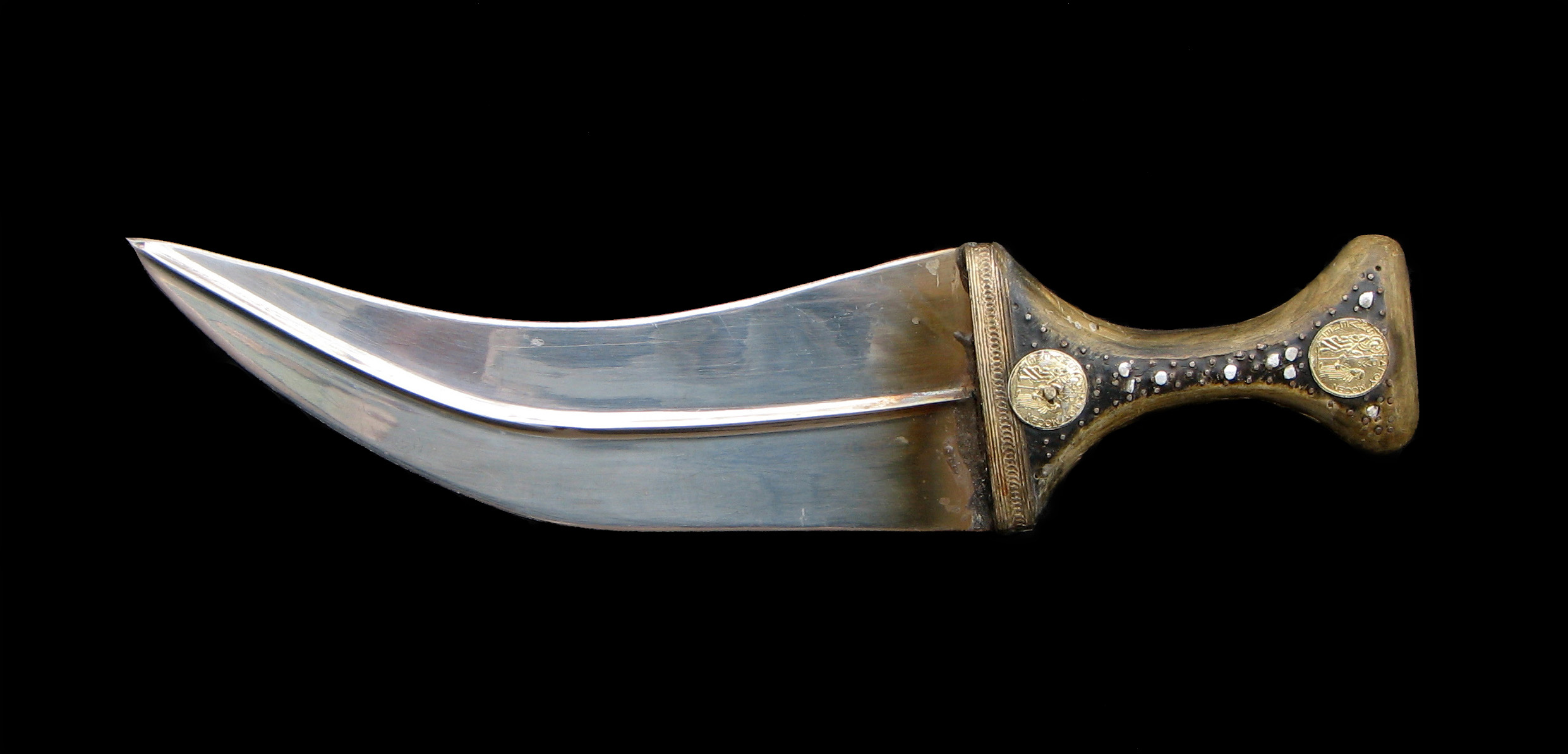
Jambia de Yemen.

La jambia o jambiya, en árabe جمبية o جنبية, es un tipo de daga de hoja curva que se lleva colgada del cinturón. Traducido del árabe, la palabra jambiya significa “lado” y está asociado con el uso en el costado. Este nombre no ha cambiado en 1000 años.
Aunque se la puede encontrar por toda la península arábiga, se la asocia normalmente con Yemen. En este último país es tradicional que los hombres porten la jambia una vez cumplidos los catorce años.